# مقتل الدبلوماسيين الإيرانيين في مزار شريف
وقع مقتل الدبلوماسيين الإيرانيين في أفغانستان بعد حصار القنصلية الإيرانية في مزار شريف، أفغانستان خلال معارك طالبان والتحالف الشمالي واحتلال مدينة مزار شريف من قبل قوات طالبان. في البداية تم الإبلاغ عن مقتل 8 دبلوماسيين إيرانيين، ولكن في وقت لاحق، تم التأكيد علی مقتل اثنين من الدبلوماسيين الآخرين وصحفي بالرصاص أيضا. ويخَمَّن أنّ عملية مقتل الدبلوماسيين قد نفذت من قبل سباه صحابة باكستان.

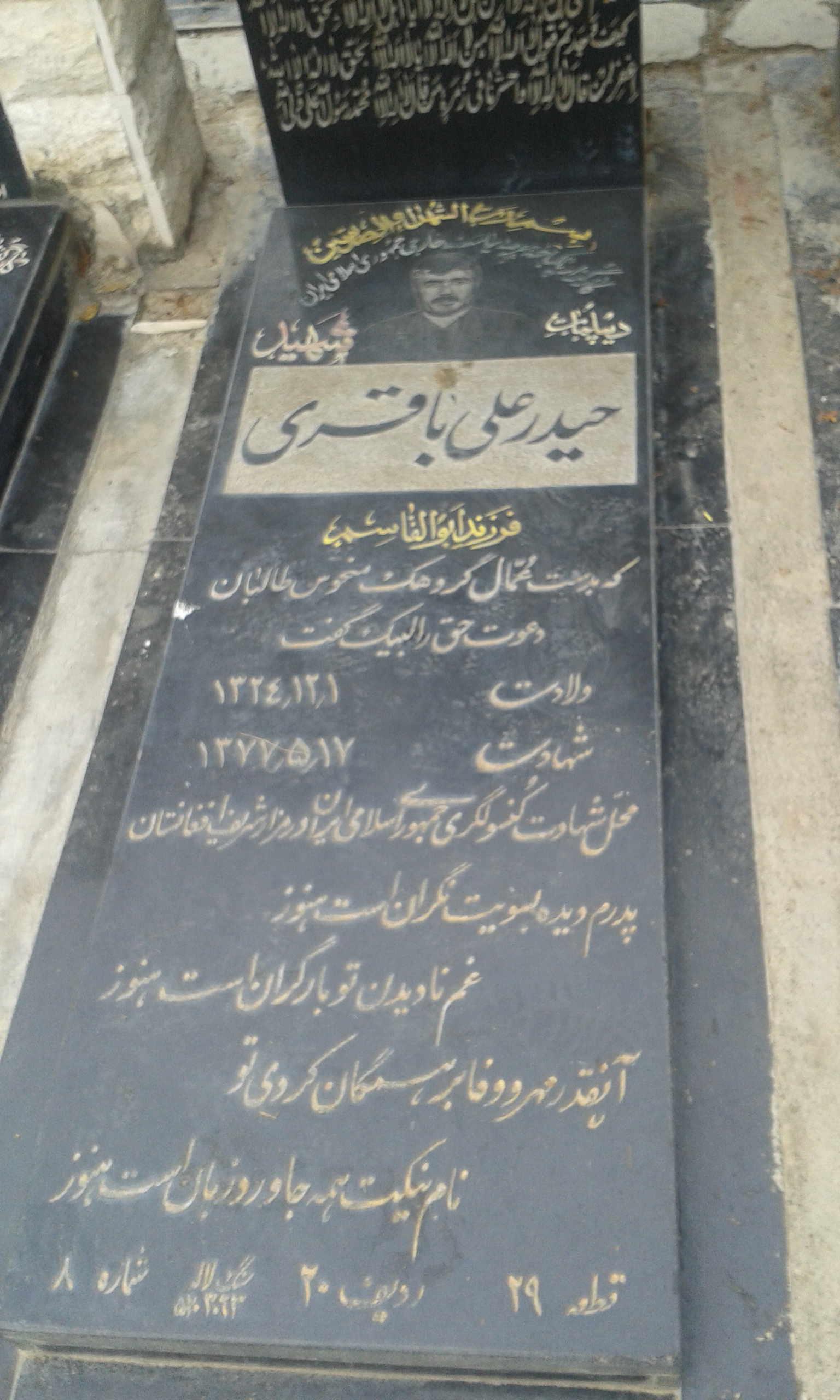
مقبرة حيدر علي باقري الدبلوماسي الايراني المقتول في الحادث الإرهابي الخطير في مزار شريف- مقبرة جنة الزهراء- طهران

## خلفية

### عام 1992
في عام 1992 استولى الجماعات الإسلامية علی كابل لإطاحة الحكومة الشيوعية لنجيب الله. ولم يكن في ذلك الوقت الحديث عن حركة طالبان. ولم تكن جزءا من حركة المقاومة أثناء الحرب مع الاتحاد السوفياتي ولم يكن أحد قد سمع شيئا من طالبان.

### عام 1994
في عام 1994، تغطی انعدام القانون والفوضى والحرب الأهلية أفغانستان، وأصبح الناس تعبانين من الحرب والدمار وكانوا يبحثون عن شخص ما ليفرض القانون والنظام. بعد 300 سنة، قبيلة الباشتو فقدت السيطرة على كابل والأوزبك والطاجيك اللتان تعتبران تاريخيا المنافسين للباشتو كان في السيطرة على العاصمة. فظهرت فجأة مجموعة صغيرة من طالبان من قبيلة البشتون من قرية قرب قندهار، بزعامة رجل دين يدعى «محمد عمر». وخلال سنتين، أصبح طالبان مجموعة مسلحة من عشرات الآلاف من المقاتلين وفي عام 1996 انتقلوا من جنوب أفغانستان إلی الشمال.

### عام 1998
في أغسطس 1998، هاجمت طالبان مزار شريف شمال أفغانستان. كانت هذه المدينة واحدة من أسس التحالف الشمالي المدعوم من طهران. كانت إيران تدعم قوات المقاومة الأفغانية (التحالف الشمالي الأفغاني) بزعامة برهان الدين رباني وقيادة أحمد شاه مسعود وکانت قد أصبحت مدينة مزار شريف مرکز قوات المقاومة الأفغانية. بدأت طالبان مجزرة في المنطقة تستهدف الشيعة الهزارة الناطقين بالفارسية غالبا وقتل مئات الأشخاص من الاوزبك والطاجيك والهزارة. وکانت القنصلية الإيرانية إحدی أهدافها التي هاجمت عليها.

## حدث
في 8 أغسطس 1998مـ، استولت قوات طالبان علی مدينة مزار شريف. بعد احتلال المدينة من قبل طالبان، تعرض 11 من الدبلوماسيين الإيرانيين ومراسلا من وكالة الانباء الإيرانية (ارنا) للهجوم في القنصلية الإيرانية واختفی الدبلوماسيون. أشارت تقارير غير رسمية من المدينة أن جميع هؤلاء الرجال قد قتلوا. وفي وقت لاحق، تم التأكيد على أن 8 من الدبلوماسيين الإيرانيين وبعد ذلك، أيدت وزارة الخارجية الإيرانية خبر مقتل 2 آخرين من الدبلوماسيين والمراسل الإيراني محمود صارمي، فبلغت الحصيلة مقتل 10 دبلوماسيين ومراسل واحد لوکالة أنباء الإيرانية (إرنا) على يد ميليشيا طالبان الذين هاجمو القنصلية. وقال المتحدث باسم طالبان: ان الإيرانيين قتلوا على يد القوات المتمردة المعتدين الذين تصرفوا دون أوامر.
وأفيد أيضا أن بعض موظفي القنصلية احتجزوا کرهائن من قبل حركة طالبان، ولكن أطلق سراحهم في وقت لاحق. كان أمير فرشاد إبراهيمي ومحمد حسين جعفريان من ضمن موظفي المستشارية لدار ثقافة إيران الذين کانا خارج مبنى القنصلية في لحظة الهجوم على مقر القنصلية في مزار شريف، وعادا إلی إيران سرّاً بعد الهجوم.
والآن حيث تمضي 18 سنة على هذه الحادثة الارهابية، فإن كيفية وقوع الحدث والمسببين والمخططين له والتفاصيل بقيت مجهولة.

## بعد الحدث
يذکر العضو السابق في فريق التفاوض النووي الإيراني، حسين موسويان ما جری بعد هذا الحدث وکيف توقفت إيران من التدخل العسکري ضد قوات طالبان فيقول: "تسبّب هذا الحدث تشكيلَ نقاش حاد في المجلس الأعلى للأمن القومي الإيراني حول كيفية رد طهران بما في ذلك شن هجوم عسكري على أفغانستان للقضاء على طالبان. طرحت مسألة الهجوم إلی طالبان في المجلس الأعلى للأمن القومي وکان أکثر الأعضاء، موافقين للهجوم. وکان تعتقد الأقلية المخالفة للهجوم أنّ طالبان ليس ممثلا للأمة الأفغانية ولکن الفئة الأکثرية کانت تصرّ على أن طالبان والقاعدة تشكّلان تهديدا خطيرا لأمن إيران والمنطقة وحتى العالم كله. وفي ذلك الوقت، تقرّر أن ينشر أكثر من 100,000 من القوات الإيرانية على طول الحدود الأفغانية وکان الوضع خطيرا جدّا لأنّنا کنا علی وشك الوقوع في الحرب. لکن أخيرا تمّ تقديم التقرير النهائي بشأن الوضع إلی قائد الثورة الإسلامية علي خامنئي. وفقا للمادة 176 للدستور الإيراني لدي القائد حق الفيتو لقرارات المجلس الأعلى للأمن القومي، ولکن قلّما يستخدم هذه الصلاحية ولا يرفض رأي أکثرية أعضاء المجلس الأعلى للأمن القومي. لکنه صوّت ضد التدخل العسكري في أفغانستان في ذلك الوقت.

## ردود أفعال

### قائد الثورة الإسلامية
أصدر قائد الثورة الإسلامية آية الله علي خامنئي رسالة تعزية في أعقاب مقتل شعب مزار شريف علی يد قوات طالبان حيث قال فيه: «القتل الجماعي للمدنيين واستشهاد الشباب الإيراني المؤمنين الأطهار الذين کانوا مشغولين بأداء المهمّة في الوظائف السياسية والخبرية، كانت كارثة فريدة في نوعها والتي کان من الواجب أن تلهم الحكومات والدول الإسلامية إلى التحرك بجدية ضد هؤلاء المتعصبين البربريين الغريبة عن تعاليم الإسلام المضيئة وغير الواعيين من القوانين العامة للعالم.
»
کذلك أشار خامنئي في لقاء مع بعض أسری الحرب العراقية-إيرانية في عام 1998، إلی حادثة القبض علی موظفي القنصلية الإيرانية في مزارشريف وقال: «نحن نعتبر اعتقال موظفينا في مزار شريف أمرا قبيحا جداً، فمن المستحسن لهم أن يعوّضوا عملهم القبيح في أسرع وقت ويُرجعوا هؤلاء إلی بلدهم مع الإحترام.
»
وأصدر مکتب قائد الثورة الإسلامية في إيران بیانا من أجل تقديم التهاني والتعازي بمناسبة مقتل الدبلوماسيين الإيرانيين في مزار شريف حيث ذکر في قسم منه: «خبر استشهاد عاملي السياسة الخارجية الأتقياء ومراسل وکالة أنباء الجمهورية الإسلامية في مزار شريف أفغانستان، سبّب الأسف والحزن في المسئولين والشعب الإيراني. قائد الثورة الإسلامية يقدم التهاني والتعازي من أجل استشهاد هؤلاء الأحباء الأتقياء إلی وليّ العصر والشعب العظيم وعوائل هؤلاء الأحبة وأعلن الحداد العام لمدة ثلاثة أيام.
»

### مجلس الأمن للأمم المتحدة
أدان مجلس الأمن بعد ظهر ذلك اليوم بشدة اغتيال الدبلوماسيين الإيرانيين في أفغانستان من قبل مقاتلين طالبان وطالبت بالإفراج عن الإيرانيين الآخرين المحتجزين ومرورها بأمان وكرامة إلى خارج البلاد من دون مزيد من التأخير.

## تذكاري

### يوم المراسل
تكريما لمحمود صارمي، الصحفي المقتول في هذا الحادث، يدعى يوم 17 مرداد في التقويم الإيراني بيوم المراسل.

### فلم «مزار شريف»
«مزار شريف» عنوان فلم إيراني من إخراج عبد الحسين برزيده وتأليف حسن برزيده وإنتاج منوجهر شاهسواري يروي قصة مقتل الدبلوماسيين الإيرانيين في القنصلية الإيرانية في مدينة مزار شريف الأفغانية.